# A nyolcadik pohár
A nyolcadik pohár Kárpáti Aurél egyik legjelentősebb munkájaként maradt fent. Megjelenése 1927-re datálható.

## Tartalma
A nyolcadik pohár című regény központjában a Spilák család áll. A Spilák család egy kispolgári család, amely Budapesten, Ferencvárosban(Viola utca) él, egy bérházban. Az apa, Spilák Fausztin a Réth-nyomda gépmestere, felesége, Spilákné Lerch Krisztina otthon vezeti a háztartást, és neveli a három gyermeküket; Fülöpöt, Antit és Milit. A történet alapfonalát Spilák Fausztin adja meg, aki egy szokásos vasárnap esti sörözés közben, a társai késése miatt a szokásostól eltérően hét pohár sör helyett nyolc pohár sört iszik meg, majd hazafele menet a házak között az az ötlete támad, hogy mi lenne, ha még egy emeletet építtetne a saját házukra. Tervét véghez is viszi kisebb-nagyobb akadályokat leküzdve, majd mikor elkészül az emeletes ház, a család élete is megváltozik. A család és a ház is eleinte jól „működik”, később azonban sorozatos balszerencse sújtja őket( meghal Fausztin, nem tudják fenntartani a házat, a gyerekekkel is gondok lesznek), amik újabb és újabb negatív fordulatokat eredményeznek(Anti elzüllik, Mili öngyilkos lesz), míg végül a család és a ház is megsemmisül.

## Szereplők
Az apa, Spilák Fausztin, a történet elején 47 éves. A Réth-nyomda gépmestere, átlagos kispolgár, bevett szokásaival, viselkedésével már kicsit sablonosnak is mondható, ugyanakkor a maga helyén egy jól teljesítő ember. Családfenntartó, jó férj és apa, de nem tökéletes. Az ő karaktere az első dominó a történetben, vagyis az ő „álma” indítja el a folyamatot a változás fele. Szokásainak rabja, ezt a regény eleje is bizonyítja, mikor is elindul a szokásos vasárnap este hatkor tartandó sörözésre a Fekete szamár kocsmába, ahova már évek óta jár kollégáival. Kollégái azonban valamilyen oknál fogva késnek, így ő a megszokott hét pohár sör helyett nyolc pohárral iszik. Ez a nyolcadik pohár lesz az, ami kimozdítja őt a saját kis(polgári) világából és adja meg neki azt az ötletet, ami a történet fő szála lesz majd. Fausztin mivel kispolgár, nem rendelkezik nagyobb ambíciókkal, sem kreativitással, azonban most mégis belevág egy eddig ismeretlen dologba: a házépítésbe. A problémák már itt jelentkeznek, mivel Fausztin nem rendelkezik az építkezéssel és pénzfelvétellel kapcsolatos banki ismeretekkel(spekuláció, tőke); ő csak a kispolgári erényként számon tartott felhalmozást és spórolást ismeri. Gondolkodása is végig kispolgári marad; tervével csak egy státuszt képest utánozni, nem pedig megvalósítani. Az építkezés közben karaktere sokat változik, ez főként a családja körében mutatható ki. A regény elején, azaz az építkezés előtt a munkahelyén alapos és koncentráló, otthon, a családja körében kedves, sokat mesél és foglalkozik a gyerekeivel. Az építkezés alatt hangulata változékony lesz, sokszor morcos és megszállottként viselkedik, valamint a túlórázások miatt egy fásult ember képe jelenik meg az olvasó előtt. Szeme előtt végig egy cél lebeg: övé legyen az első emeletes ház az utcában, és az ezzel járó dicsőség is. Családját elhanyagolja, a kölcsön(35 000 Ft)  visszafizetése miatti túlórák pedig pánikrohamot is okoznak nála. Mikor elkészül a ház, Fausztin kezdetben újra kedves és meghatott lesz, azonban ez az állapot sem tart sokáig, mert már a házszentelőn ismét rohamot kap, élete pedig egyre nehezebb lesz a sok munka és a ház körüli gondok miatt. 50 évesen már teljesen átalakul, egy öreg, tönkrement külsejű, morcos ember lesz, majd 56 évesen munka közben nem figyel, kezét bekapja a gép, 4 ujja oda lesz, megbetegszik, tüdőgyulladást kap, és ágyban fekve hal meg. Élete végén is csak saját álma hajtja, ez abban is megmutatkozik, hogy fiát, Fülöpöt ügyvédnek szánja (holott ő maga orvos akar lenni), hogy később majd a házzal kapcsolatos ügyeket ő tudja kezelni. Ez is azt mutatja, hogy Fausztin jelleme mennyire kispolgári marad az egész regény folyamán. Saját álma, a ház, pedig annyira fontos neki, hogy meghagyja családjának, hogy sose osszák fel, ne adják el, ez az övék. Ez szintén a kispolgári mivoltára utal.
Az anya, Spilákné Lerch Krisztina karaktere nagyon alaposan van felépítve. Nőalakhoz képest a regény folyamán majd övé lesz az egyik legjelentősebb szerep is. Krisztinka nagyon derűs, odaadó asszony, aki vezeti a háztartást, neveli a gyerekeket, és hű felesége Fausztinnak, akit mindenben támogat is, többek között az építkezésben is. A regény közben azonban ő is sokat változik; férje halála után nem találja a helyét a családjában, és a házban sem, sokat jár ki a temetőbe, és beszél Fausztinhoz. Fausztint nagyon szerette, és mintegy bálványozta is, de halála után megváltozik, mentálisan kezd rossz állapotba kerülni. Ez a rossz mentális állapot vezet majd el a történet végében is ahhoz a tettéhez, hogy férje, és két gyereke elvesztése után felgyújtja a házat, és ő is bennég. Ez a tette is azt mutatja, hogy nem tud meglenni Fausztin nélkül, az emlékekbe sem képes többé menekülni, így ezt a megoldást választja, mint kiútat, habár már nincs tudatában tetteinek sem. Tipikus kispolgári neveltetésben részesült ő is, viselkedése is ezt tükrözi. Mikor kész a ház, és lakók vannak már benne, rajta megjelenik egyfajta nagyzolás, de ez is csak utánzása egy felsőbb státusznak. Érdekesség, hogy kapcsolatuk Fausztinnal nem csak abban teljesedik ki, hogy házasok, és hogy gyerekeik is vannak; őket a szeretet(szerelem) is összeköti, ami a korabeli társadalomban egy házasság esetén annyira nem volt evidens magatartás.
Az idősebb fiú, Spilák Fülöp életútja volt az egyetlen a regényben, ami tartalmazta a kitörés lehetőségét a kispolgári létből. Fülöp a regény elején még egy kamasz, aki orvos szeretne lenni, nagyon szorgalmas, sokat tanul. A ház felépülése után azonban apja akarata miatt le kell mondania erről az álmáról, és ügyvédnek készül. Apja halála után átveszi a családfenntartó szerepét, ami egy keserű kötelesség számára. Ügyvédként karrierje nem túl sikeres, még úgy sem, hogy időközben megbékél ezzel a hivatással, és nem képes másokkal másról beszélni, csak a munkájáról, mégpedig megfelelő szakzsargont is használva. Mivel el kell tartania családját, sok érzést nem tud megtapasztalni, apja halála után hirtelen kell felnőnie a feladatokhoz. Nagyon racionális, ez abban is látszik, hogy érzi, hogy az építkezés és a ház körül csak gondok lesznek. Apja „mintájára” később ő is elveszi Mili álmát, és ebben az elvételben is a ház fog dominálni. A család érdekében többször is összeveszik Antival, de ennyiszer is húzza majd ki őt a bajból. Fülöp az egyedüli, aki képes valamely megoldást találni a ház anyagi gondjainak rendezésére, és itt veszi el majd Mili álmát. Gondoskodása családjáról néha háttérbe szorul a házzal szemben. A történet végén ő talál majd rá a már leégett házra, és ő marad meg egyedül a családból. Kapcsolata szüleivel átlagosnak mondható, és mindig úgy viselkedik, ahogy azt elvárják tőle; tipikusan kispolgárian.
A középső gyerek, Spilák Anti igazi példája kiskorában a rossz gyereknek. Ideje nagy részében a parkban játszik társaival, az iskolát unja. Apja halála után ő viszi tovább az apai hagyományt; elmegy a nyomdába dolgozni. Élete elég negatívan alakul, és hamar a züllés útjára lép. Ennek oka egyrészt, hogy egyfajta nemtörődömséget mutat a külvilág felé, a másik, és nyomósabb oka pedig az új szomszéd, Virányi Helén. Nagy hatással lesz Antira, beleviszi a rossz, és elveszi családjától is, amit Anti enged is. A kispolgári spórolással szemben ő nagyon sokat herdál, emiatt többször is összeveszik Fülöppel, majd kapcsolatuk is megromlik. Fülöp azonban nem hagyja magára, és elküldi őt Amerikába, ahova mégsem jut el. Ő az első, aki kéri a részét az örökségből, és meg is kapja, de ezzel sem tud új életet kezdeni. Végül Algériában, a légóban találja magát, ahova egy európai utazás, és a pénz elherdálása után kerül. Erről a hírről pedig egyedül Fülöpnek számol be levelében. Anti életútja sokkal jobban is alakulhatott volna, tekintve, hogy ő volt az édesanyja kedvenc gyermeke, és úgy is bánt vele.
A legkisebb gyermek a családban Spilák Mili. Szülei úgy nevelik, hogy majd egy napon hozzámehessen egy gazdag polgárhoz, tehát benne is megvan a lehetőség, hogy kitörhessen a kispolgári létből. Az egyetlen lánygyermek, ennek megfelelően nagyon kedves, szelíd, ábrázolása kezdetben nagyon reális, sablonos. Apja halála után ő is munkába áll, és beleszeret egyik munkatársába, aki azonban anyagilag nem felel meg az elvárásoknak a családjában, így kapcsolatukat titokban tartja. Később ő lesz az, aki lemond Fülöp kérésére álmáról, hogy hozzámenjen Seregély Pálhoz, és igent mond a gazdag földbirtokosnak, Karácson Gábornak. Szerepe eléri azt, amit szülei szántak neki, de a megvalósítása tragikus véget von maga után; Mili öngyilkos lesz. Talán az ő alakja az, ami a legnagyobb áldozatot hozza a családért, és ami egyben a legtragikusabb is.
A regényben még egy alakra érdemes kitérni; Virányi Helénre. Az ő alakjai is tipikusnak mondható az adott kort tekintve; klasszikus nagyvilági nő, aki egy lecsúszott életet él, egy klubban lép fel esténként. Karaktere azonban párhuzamba vonható Spilák Fausztinéval, ugyanis mindketten ki akarnak szakadni a kispolgári létből; Helén a világias életforma felé, míg Fausztin a nagypolgárság felé. Szociográfiai értelemben az ő alakjuk tükrözi a legjobban a kor társadalmi berendezkedésének egy-egy csoportját. Valamint az ő nőalakja ellentétbe állítható Mili alakjával is, mivel mindketten a kor „klasszikus” nőalakjainak két végletét képviselik.
Társadalomrajz
A ház. A ház adja a történet központját, azonos a legnagyobb fordulóponttal, szimbóluma a családnak, a sikernek, és végül a kudarcnak is. A ház Fausztin álma, amivel feljebb léphet a társadalmi ranglétrán, és kijuthat a kispolgári létből. Idővel az álomból függőség lesz, mindent alárendel a háznak, beleértve magát és a családját is. A függőségből aztán örökség lesz, az örökségből teher, míg az a teher vezet majd el a teljes megsemmisüléshez. A ház egyenlő lesz a családdal, és Fausztinnal emlékével is. Korszakszimbólumnak indul, de idővel elévül, mint minden más is. Rengeteg gond van vele mind anyagilag, mind fizikailag is. A fenntartásáért sok áldozatot hoz a család: elsőként Fausztin, aztán Fülöp, majd Mili is meghozza a maga személyes áldozatát érte. Míg Fausztin és Krisztinka csak a feljebbjutást és gazdagságot látja benne, addig Fülöp érzi, hogy nem lesz ebből később semmi haszon. Igaza is lesz. Már építése során is akadnak gondok ( nem elég a pénz, meghal egy munkás), és a kezdeti öröm és siker után fokozatosan robban le a ház. Lakó nem akad, ellenben kár annál inkább. Eladni nem engedi majd Fülöp, mivel apja ezt szánja nekik örökségnek, és kimondja: „ A ház nem kenyér, (…), nem lehet darabokra vágni.” Nem csak a ház robban le, hanem vele együtt a család is. A ház tehát nem csak mint fizikai értelemben vett ház fontos a regényben, hanem mint egy kapocs, ami összeköti a családtagokat egymással.
A ház külső változása szorosan összekapcsolódik magának Budapestnek a változásával is.
A regény cselekménye viszonylag nagy időtartamot mutat be, és ez alatt az idő alatt Budapest is változik, egész pontosan urbanizálódik, és különböző technikai fejlődéseken megy át. Mint ahogy azt a Spilák család háza is mutatja, a regény elején még újnak hat a ház a korszak többi házához képest, de később már csak egy lesz a sok közül, illetve talán rosszabb is lesz, mint a többi. A regény szociográfiai leírása Budapestről annyira nem részletes, inkább csak egy-egy tárgyban, épületben, városrészben mutatkozik meg a fejlődés; például a villamosközlekedésben, a nyomdai gépek korszerűsítésében, illetve egyéb szórakozóhelyek és sétányok leírása esetén. Valamint a nagyvárosi nyüzsgés, mint újdonság is megjelenik. Ennek ellenére nagyon jól van a történet köré építve Budapest.

## Kritika és megítélés
Maga a regény számos elismerésben részesült Kárpáti kortársai között, többek közt Móricz Zsigmond írt róla egy nagyon elismerő kritikát a Nyugat című folyóiratban, a könyv megjelenését követően. Kárpáti művét egy „szükséges” és „igazán remek” regénynek titulálta, ugyanakkor kifejtette, hogy tipikusan nem magyar eseményt ír le a szerző, habár a történet szereplői magyar állampolgárok, akik magyarul beszélnek. Ez azt jelentette Móricz értelmezésében, hogy egy olyan magyar életet mutat be a könyv, amely még kedélyes németségben született; ennek jellemzőit főleg Budapest viseli magán, amely egy régi német kisvárosból 20 év alatt nagy (magyar) világvárossá alakult át.